# Allopeas
Allopeas är ett släkte av snäckor som beskrevs av H. B. Baker 1935. Allopeas ingår i familjen sylsnäckor.

## Arter
- Allopeas clavulinum (Östafrikansk sylsnäcka)
- Allopeas gracile
- Allopeas mauritianum